# Ardisia lecomtei
Ardisia lecomtei är en viveväxtart som beskrevs av Pitard. Ardisia lecomtei ingår i släktet Ardisia och familjen viveväxter. Inga underarter finns listade i Catalogue of Life.